# Camron Reece
Camron James Reece (* 14. Februar 1999 in Oakland) ist ein US-amerikanischer Basketballspieler.

## Laufbahn
Reece, der sieben Geschwister hat, wechselte 2017 von der Oakland Tech High School an das Sheridan College. An der im US-Bundesstaat Wyoming gelegenen Hochschule blieb er von 2017 bis 2019, zwischen 2019 und 2021 spielte er für die University of Akron in Ohio und 2021/22 in Alabama am Talladega College.
Im August 2022 wurde er als Neuzugang des finnischen Vereins Kataja Basket vermeldet. Reece spielte vornehmlich für Katajas zweite Herrenmannschaft und erzielte in der zweiten finnischen Liga in 23 Einsätzen im Durchschnitt 21,7 Punkte sowie 13 Rebounds je Begegnung. Des Weiteren kam er ebenfalls in Katajas Mannschaft in der Korisliiga zum Einsatz und brachte es in der höchsten Spielklasse Finnlands in 14 Begegnungen auf einen Mittelwert von 3,6 Punkten.
Der US-Amerikaner setzte seine Laufbahn in Deutschland fort. Er spielte für den SC Rist Wedel in der dritthöchsten Liga des Landes sowie für den Bundesligisten Hamburg Towers, der mit Wedel zusammenarbeitet. Für Rist Wedel erzielte Reece im Laufe des Spieljahres 2023/24 in der 2. Bundesliga ProB in 31 Einsätzen im Durchschnitt 15,8 Punkte, 11 Rebounds sowie 1,4 geblockte Würfe. Hamburg setzte ihn in der Bundesliga (1 Spiel) sowie im europäischen Wettbewerb Eurocup (13 Spiele) ein. Anschließend wurde Ende Juni 2024 zunächst sein Abgang vermeldet, Reece blieb dann aber doch in Wedel und Hamburg. Während der Saison 2024/25 kam er in den Farben der Hamburg Towers auf 14 weitere Einsätze im Eurocup (3,1 Punkte, 2,3 Rebounds je Begegnung) sowie vier in der Bundesliga (3 Punkte, 3 Rebounds je Begegnung). Hauptsächlich spielte er jedoch für Rist Wedel und erreichte in 25 Saisonspielen im Mittel 16,4 Punkte sowie 10 Rebounds.
Im Juli 2025 gab der griechische Zweitligist AEO Proteas Voulas die Verpflichtung des US-Amerikaners bekannt.